# Knud Erik Westergaard
Knud Erik Westergaard (født 11. december 1939 i Hobro[kilde mangler]) er en dansk erhvervsmand, der blandt andet grundlagde KEW Industri og Kewet. Knud er uddannet mekaniker og etablerede i 1959 sammen med sin far og bror et handelsfirma, der solgte traktorer og mejetærskere i den østlige del af Himmerland.
Han gift med Jytte og har fire voksne børn.
I 1971 etablerede han firmaet KEW Industri i Hadsund. Virksomheden startede med tre medarbejdere og blev i 1988 solgt til investeringsselskabet Incentive A/S i København. På det tidspunkt var der 1100 medarbejdere i KEW, der bestod af produktionsvirksomhed i Hadsund med 800 ansatte samt syv udenlandske salgsdatterselskaber.
I 1988 firmaet Kewet i Hadsund, som udviklede to elektriske biler, og der er indtil i dag har eksporteret ca. 700 biler til 22 lande.
I 2004 etablerede han firmaet Sun Mover, nu Mover Technology i Hadsund.
I 2006 etablerede han firmaet KE Holding i Hadsund.
Knud har modtaget flere priser, bl.a. flere virksomhedslederpriser og Dansk Designråds designpris. I 1991 blev kåret som årets borger i Hadsund.